# Zeche Malakoff
Die Zeche Malakoff ist ein ehemaliges Steinkohlenbergwerk in Wetter-Albringhausen. Das Bergwerk war eine Kleinzeche, Besitzer dieser Kleinzeche war die Johann Schwefer Steinkohlengewinnungsgesellschaft mbH. Später wurde das Bergwerk von der Malakoff GmbH übernommen. Das Bergwerk war nur wenige Jahre in Betrieb.

## Bergwerksgeschichte
Am 25. März des Jahres 1949 war das Bergwerk bereits in Betrieb. Am 1. Oktober des Jahres 1951 erfolgte die knappschaftliche Anmeldung. Bereits im darauffolgenden Jahr wurde mit 86 Bergleuten die maximale Förderung des Bergwerks erbracht. Die Förderung betrug in diesem Jahr 26.303 Tonnen Steinkohle. Im Jahr 1953 wurden mit 74 Bergleuten 22.422 Tonnen Steinkohle gefördert. Am 31. März des Jahres 1954 wurde die Zeche Malakoff stillgelegt. Im Jahr 1958 wurde ein Geviertfeld  an die Zeche Neu Mecklingsbank verpachtet. 